# Albert Bierstadt
Albert Bierstadt (ur. 7 stycznia 1830 w Solingen, zm. w 18 lutego 1902 w Nowym Jorku) – amerykański malarz pochodzenia niemieckiego, pejzażysta, reprezentant Hudson River School.

## Biografia
Albert Bierstadt urodził się w Solingen w Królestwie Prus 7 stycznia 1830 roku. gdy miał dwa lata rodzina wyemigrowała do Stanów Zjednoczonych, osiadając w New Bedford w stanie Massachusetts. Ojciec malarza, Henry Bierstad, znalazł zatrudnienie jako bednarz.
Bierstadt początkowo był samoukiem. W 1850 roku zaczął reklamować swoje usługi jako instruktor rysunku. W 1853 odbył podróż do Europy. Przy wsparciu Emanuela Leutze’a i Worthingtona Whittredge’a ukończył studia malarskie w Szkole Sztuk Pięknych w Düsseldorfie. Wraz z Whittredge’em odbył podróż po Europie. Jesienią 1857 roku powrócił do Ameryki.
Na wiosnę 1858 roku artysta zaprezentował na sezonowej wystawie w National Academy of Design w Nowym Jorku obraz Lake Lucerne, który zyskał uznanie i zapoczątkował drogę narodowej kariery. W 1859 roku, uczestnicząc w pomiarach, dokonywanych przez geodetów z Oddziału Pomiarów Typograficznych Armii Stanów Zjednoczonych (ang. US Army Typographical Engineering Corps), pierwszy raz zobaczył Góry Skaliste. Malarz powrócił do New Bedford jesienią, przywożąc ze sobą liczne szkice, dagerotypy oraz indiańskie artefakty, które później posłużyły mu do stworzenia szeregu pejzaży, zwykle udramatyzowanych grą świateł. W tym samym roku przeniósł się do Nowego Jorku, gdzie zaczął prezentować malowane przez siebie pejzaże. Wiosną 1863 roku ukończył The Rocky Mountains, Lander's Peak, znajdujący się w kolekcji Metropolitan Museum of Art w Nowym Jorku.
W 1863 Bierstadt wyruszył w kolejna podróż na Zachód w towarzystwie pisarza Fitza Hugh Ludlowa. Jakiś czas spędził w Yosemite Valley, następnie przez Oregon wrócił do Nowego Jorku. Po tej podróży powstała seria wielkoformatowych obrazów z widokami z Zachodu.

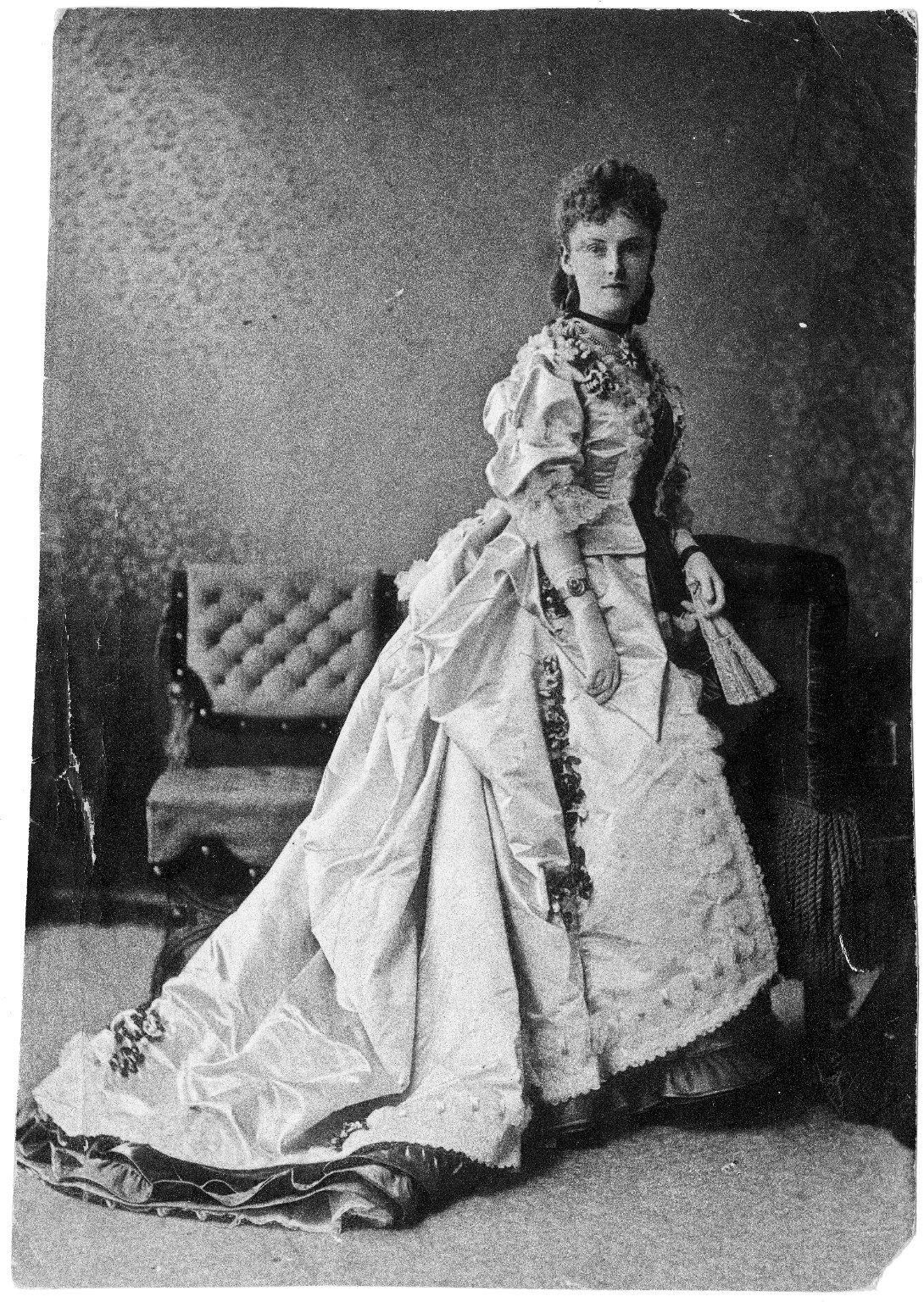
Rosalie Osborne Bierstadt

W 1867 roku wraz ze swą żoną Rosalie popłynęli do Londynu, gdzie Bierstadt zaprezentował dwa obrazy na prywatnej audiencji u królowej Wiktorii. Dzieła zakupili brytyjscy przedsiębiorcy kolejowi. W latach 1871–1873 artysta prawie cały czas przebywał na Zachodnim Wybrzeżu, gdzie podróżował i zbierał materiały do nowych prac. Po 1876 Rosalie spędzała długie okresy w Nassau na Bahamach, do którego przypływał również Albert. W 1880 roku malarz zaprezentował w National Academy of Design w Nowym Jorku jeden z lepszych obrazów namalowanych w tropikach The Shore of the Turquoise Sea. Dzieło znajduje się w kolekcji prywatnej. Rosalie Bierstadt zmarła w 1893 roku.
W 1889 roku amerykańska komisja, której powierzono wybór prac na Wystawę Światową w Paryżu, odrzuciła namalowany przez Bierstadta w 1888 roku obraz The Last of the Buffalo. Oficjalnie uznano płótno za zbyt duże. Prawdziwym powodem odrzucenia mógł być jednak jego „staromodny styl”. Stopniowo prace Bierstadta straciły na popularności. Zaczęto zarzucać im zbytnią teatralność. Malarz zmarł w Nowym Jorku 18 lutego 1902.
W latach 60. XX wieku organizowano w Ameryce wystawy, prezentując szkice olejne, które Bierstadt malował, przygotowując materiał do dużych pejzaży.

## Galeria

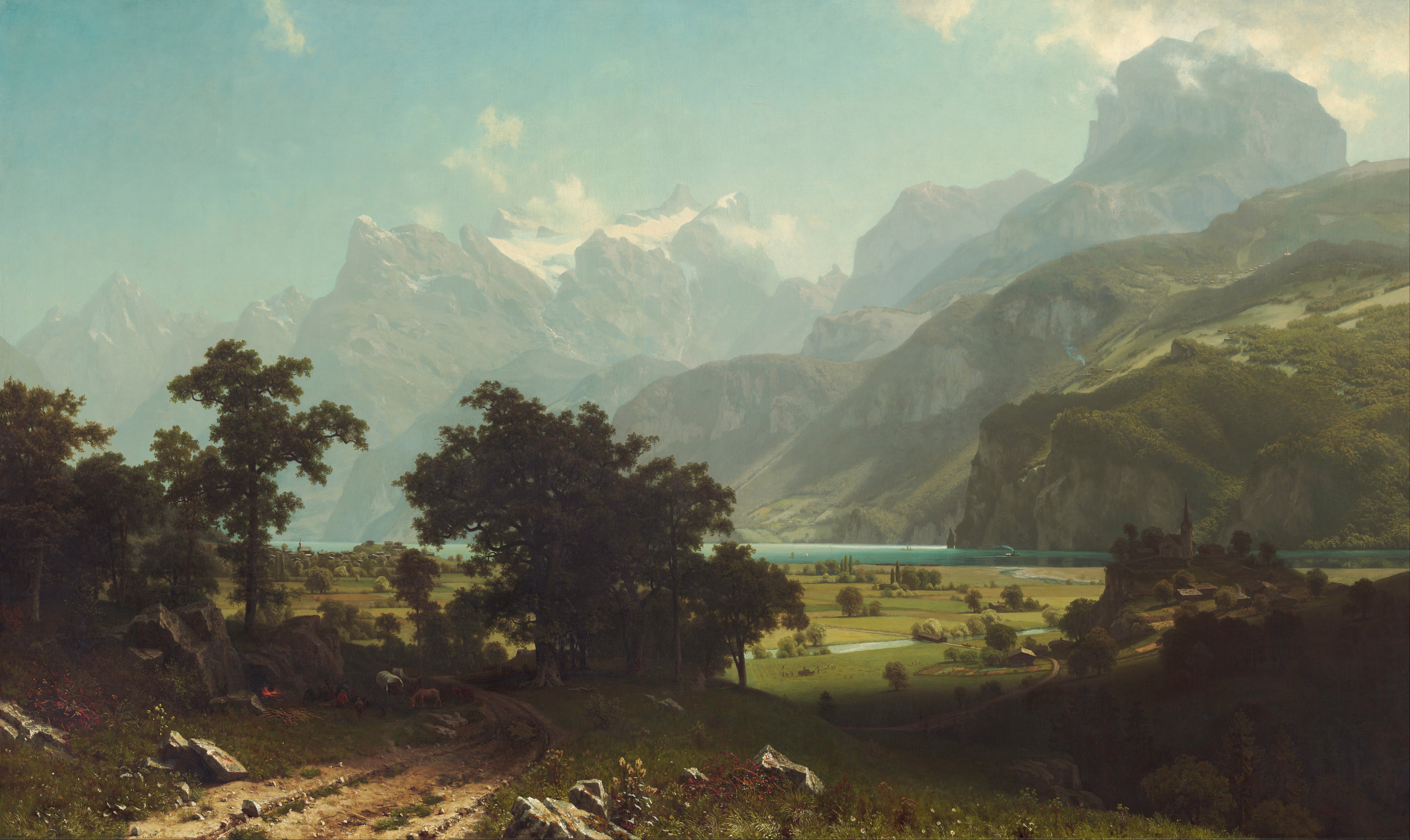
Lake Lucerne, 1858, National Gallery of Art
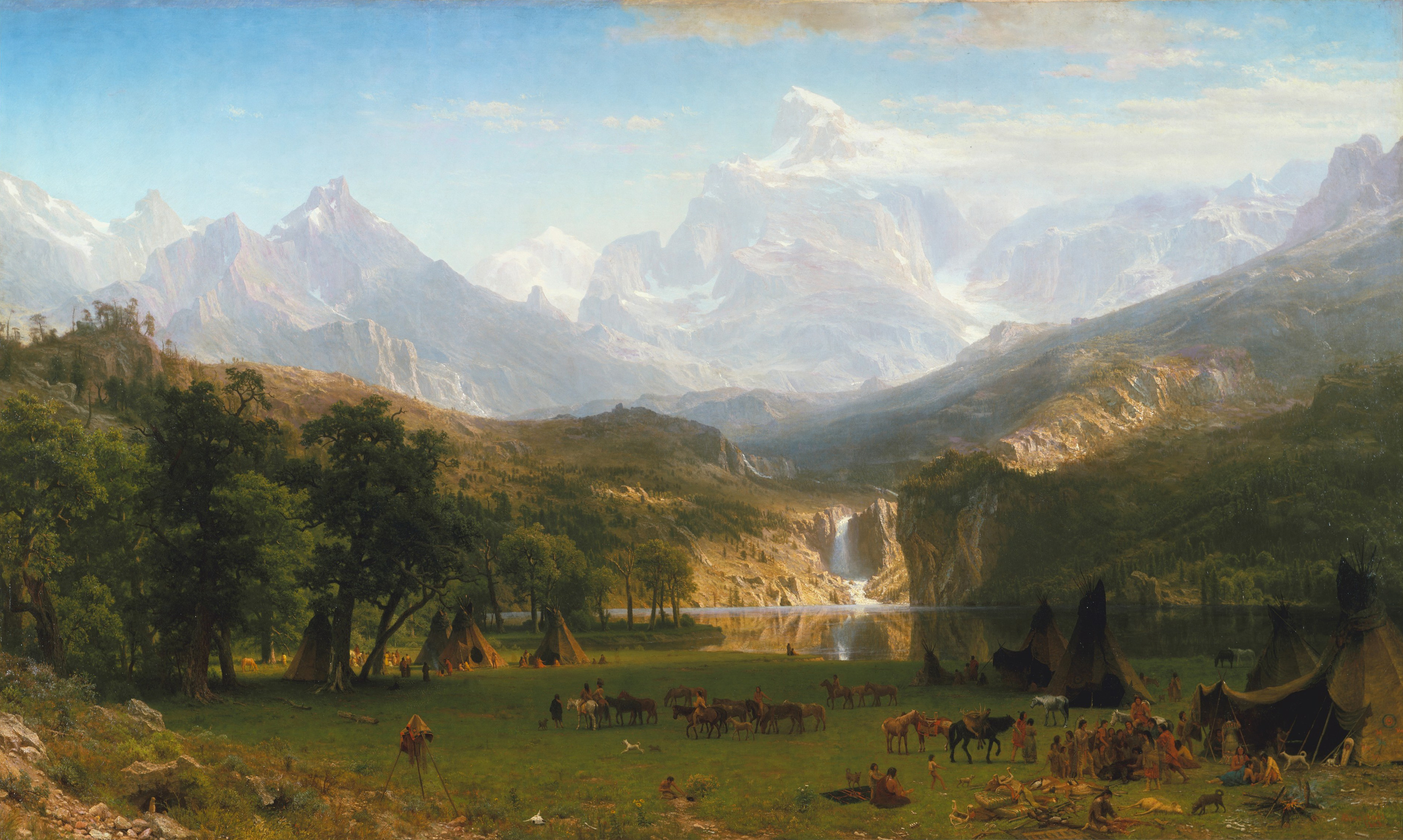
The Rocky Mountains, Lander’s Peak, 1863, 	Metropolitan Museum of Art
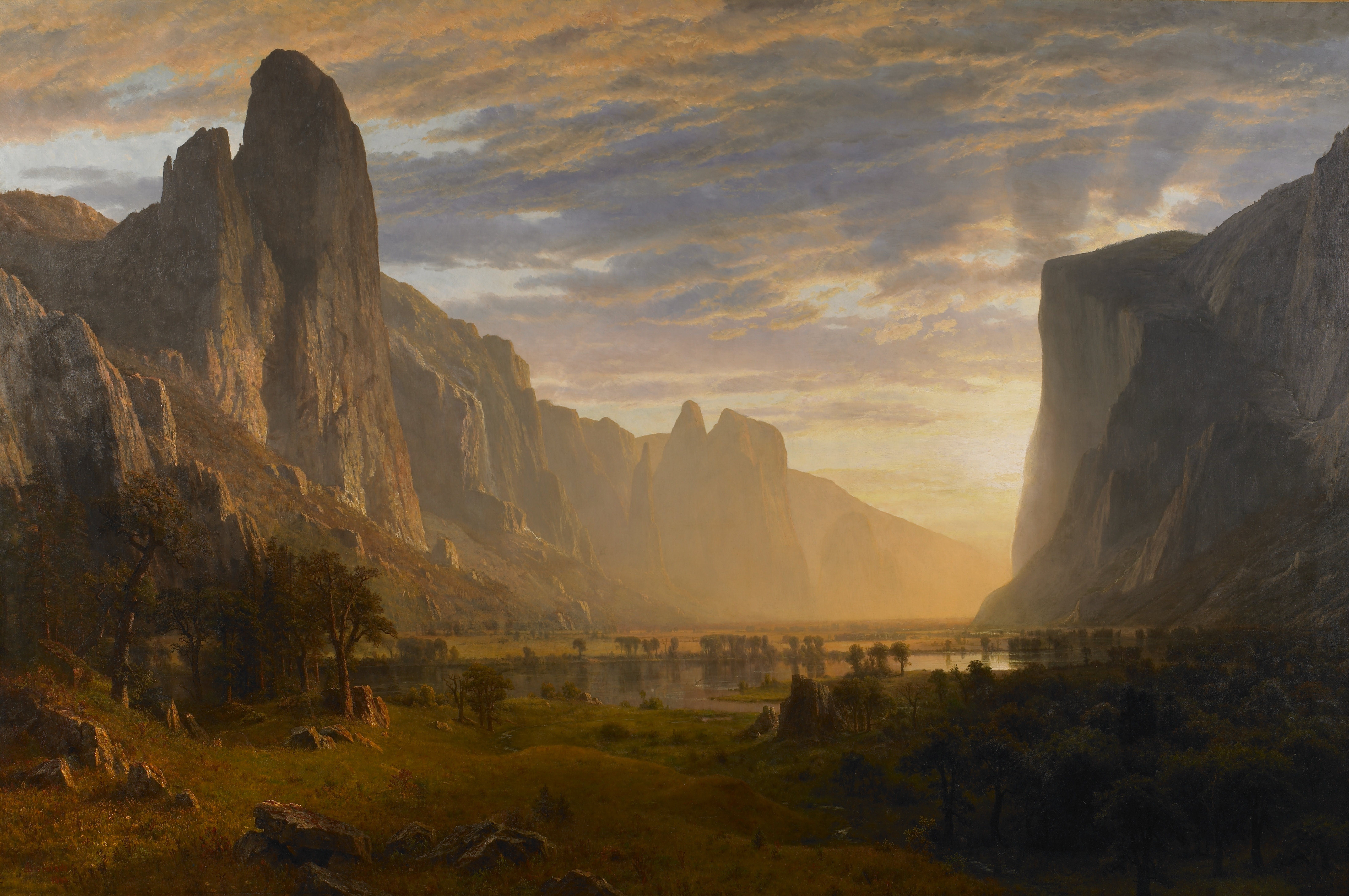
Looking Down Yosemite Valley, California, 1865, Birmingham Museum of Art
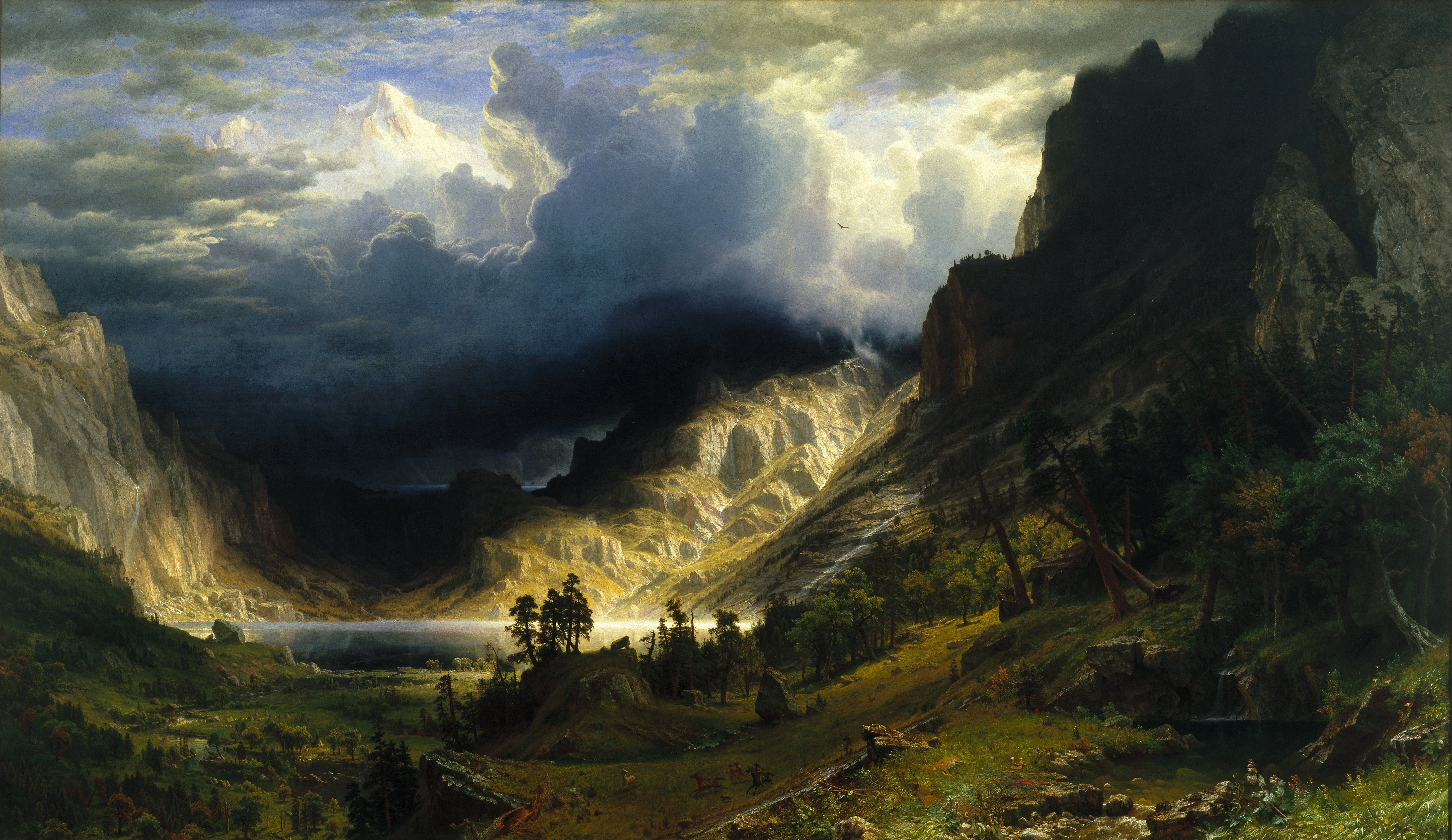
Burza w Górach Skalistych, Mt Rosalie, 1866, Brooklyn Museum
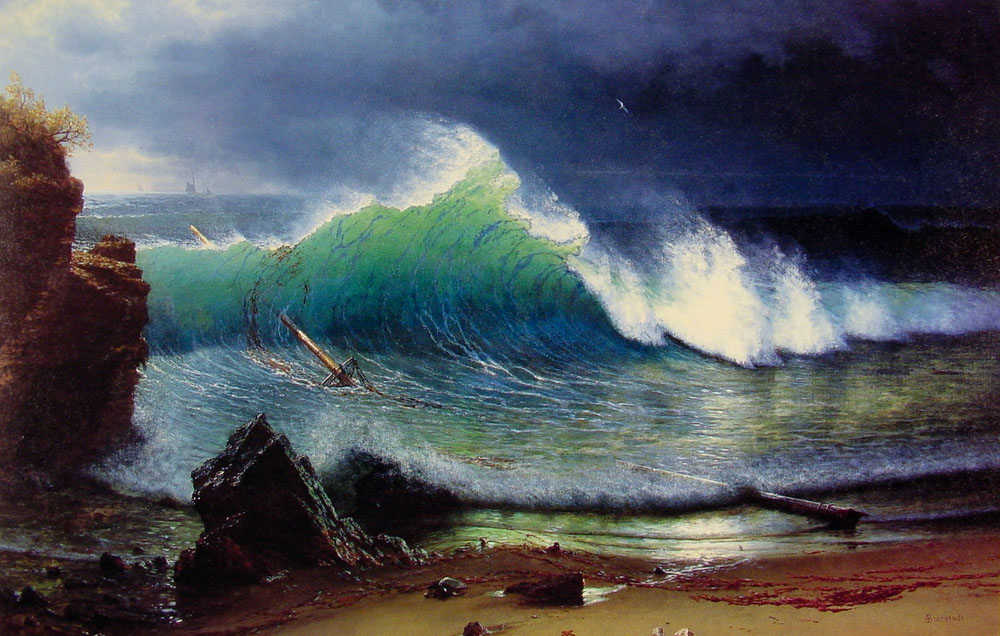
The Shore of the Turquoise Sea, 1878, Manoogian Collection, Detroit